# Rize of the Fenix
Rize of the Fenix es el tercer álbum de la banda de hard rock estadounidense, Tenacious D. Lanzado el 15 de mayo de 2012 a través de la discográfica Columbia Records.
El grupo también lanzó el mismo año Rize of the Fenix: Clean Version, con un arte de portada distinta (menos sugerente) y en las canciones eliminan o reemplazan el lenguaje soez.

## Detrás de la realización
En noviembre de 2006, Jack Black expresó sus deseos de tomar un descanso de un año de duración de la actuación, aunque dejó a Kyle Gass con el deseo de que Tenacious D lanzara un nuevo disco. Sin embargo, Jack confirmó que un tercer álbum que se grabará anunciando una nueva canción escrita por él, titulada "Death Star". Jack dijo que el álbum saldría el 2010, pero en otras ocasiones ha mencionado el año 2012 como fecha. A principios de 2008, Jack anunció que la banda estaba trabajando en un nuevo disco.
La revista de música Billboard cito a Jack Black revelando que «Lo estamos llamando la pista bomba. Es una grabación muy poderosa llamada “Deth Starr” [...] por lo que no tiene nada que ver con la “Estrella de la Muerte” de Star Wars», y agregó que «es una especie de ciencia ficción, el rock del fin del mundo». 
Dave Grohl cofirmó que aparecería como el baterista en el álbum, después de aparecer tanto en el disco Tenacious D como en The Pick Of Destiny. Jack Black dijo a David Letterman que él tenía una idea para una canción llamada "Rise of the Phoenix", que describió como un "renacimiento de las cenizas". En cuanto a los temas líricos de las canciones nuevas, Jack señaló que «Vamos a estar hablando de amor, hay algunas canciones que van a tratar sobre sexo y va a haber canciones sobre comida».

## Lista de Canciones
| N.º   | Título                                           | Escritor(es)           | Duración |  |
| 1.    | «Rize Of The Fenix»                              | Black, Gass, Kimbrough | 5:54     |  |
| 2.    | «Low Hangin' Fruit»                              | Black, Gass            | 2:31     |  |
| 3.    | «Classical Teacher» (Conversación)               | Black, Gass, JD Ryznar | 3:23     |  |
| 4.    | «Señorita»                                       | Black, Gass, Kimbrough | 3:08     |  |
| 5.    | «Deth Starr»                                     | Black, Gass            | 4:47     |  |
| 6.    | «Roadie»                                         | Black, Gass            | 2:59     |  |
| 7.    | «Flutes & Trombones» (Conversación)              | Black, Gass, Odenkirk  | 1:28     |  |
| 8.    | «The Ballad Of Hollywood Jack And The Rage Kage» | Black, Gass            | 5:06     |  |
| 9.    | «Throwdown»                                      | Black, Gass            | 2:57     |  |
| 10.   | «Rock Is Dead»                                   | Black, Gass            | 1:44     |  |
| 11.   | «They Fucked Our Asses»                          | Black, Gass            | 1:08     |  |
| 12.   | «To Be The Best»                                 | Black, Gass            | 1:00     |  |
| 13.   | «39»                                             | Black, Gass            | 5:17     |  |
| 41:12 |                                                  |                        |          |  |

## Créditos

### Alineación principal
- Jack Black – Voz principal, Guitarra acústica.
- Kyle Gass – Voz secundaria, Guitarra acústica, Flautas en pistas 7 y 8.

### Músicos invitados
- John Kimbrough – Guitarra acústica en pistas 4 y 8, Sintetizador en pista 9, Mellotron en pista 4, Arreglos de trompeta en pista 1, Arreglos de cuerdas en pista 6.
- John Konesky – Guitarra eléctrica en pistas 1-7 y 9-13.
- John Spiker – Bajo, Piano/Órgano en pistas 1, 6, 8 y 13, Batería y Sintetizador en pista 12.
- Dave Grohl – Batería en pistas 1-10 y 13.
- Scott Seiver – Batería en pista 11, Percusiones en pistas 2, 4, 8 y 13.
- Page McConnell – Sintetizador en pista 5.
- Chris Bautista – Trompeta en pista 4.
- Andrew Gross – Arreglos de cuerdas en pista 6.
- Jon Brion – Mellotron y Sintetizador en pista 8.
- Christopher Wray – Guitarra de acero con pedal en pista 13.

### Producción
- El álbum fue producido por John Kimbrough, excepto la pista 5 que fue producida por John King.
- Grabado en los estudios Ocean Way Recording (Los Angeles, California), Record One (Sherman Oaks, CA), The Loft (Los Angeles, CA), Perfect Sound Studio (Los Angeles, CA), Ocean Studio (Burbank, CA), Dave's room (Los Angeles, CA), Blacksound (Pasadena, CA), Kimbrough's (Los Angeles, CA), Studio 606 (Los Angeles, CA), y Capital Recording Studios (Hollywood, CA).
- Mezclado por John Spiker, excepto la pista 5 que fue mezclada por John Spiker y Josh Wilbur. Con Andrew Clark como asistente de ingeniería.
- Masterizado por Bob Ludwig en Gateway Mastering.

### Diseño
- James Krewson - Arte de portada